# 바타늠 센신
《바타늠 센신》(튀르키예어: Vatanım Sensin)는 2016년부터 2018년까지 방영된 터키의 텔레비전 드라마이다.